# Puente ferroviario de Chepstow
El puente ferroviario de Chepstow (nombre original en inglés: Chepstow Railway Bridge) se construyó siguiendo las instrucciones de Isambard Kingdom Brunel en 1852. Conocido como el "Gran Puente Tubular" sobre el río Wye en Chepstow (el límite entre Gales e Inglaterra en ese punto), se considera uno de los principales logros de Brunel, a pesar de su inusual apariencia. Era económico en el uso de materiales y resultaría ser el prototipo del diseño empleado en el puente Royal Albert (también de Brunel) construido en Saltash. Aunque la superestructura ya ha sido reemplazada, los soportes tubulares de hierro ideados por Brunel todavía están en su lugar. Es una estructura catalogada como monumento clasificado de Grado II.

## Historia

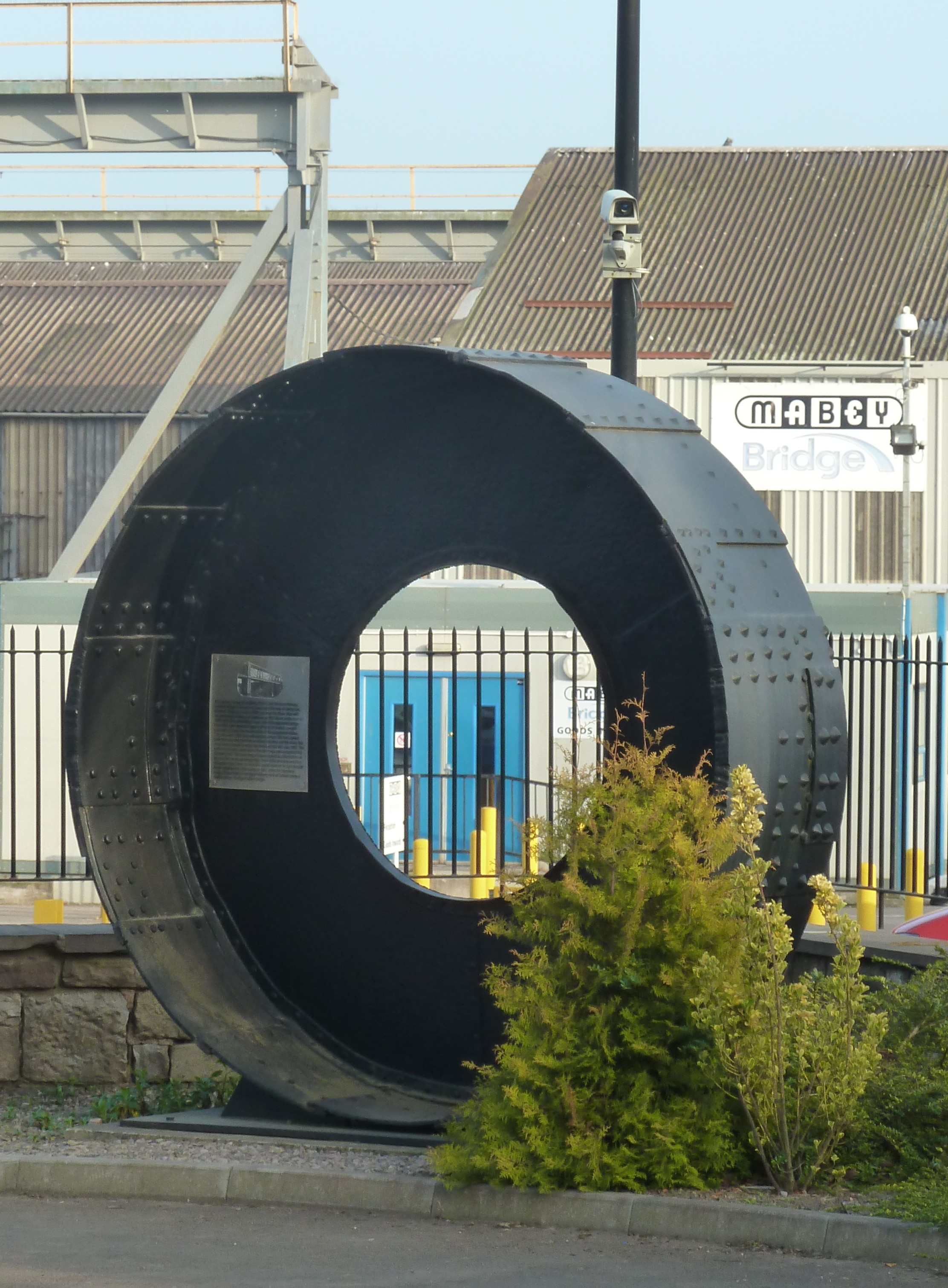
Sección de una de las vigas horizontales originales, conservada junto a las oficinas de las obras adyacentes del puente de Mabey

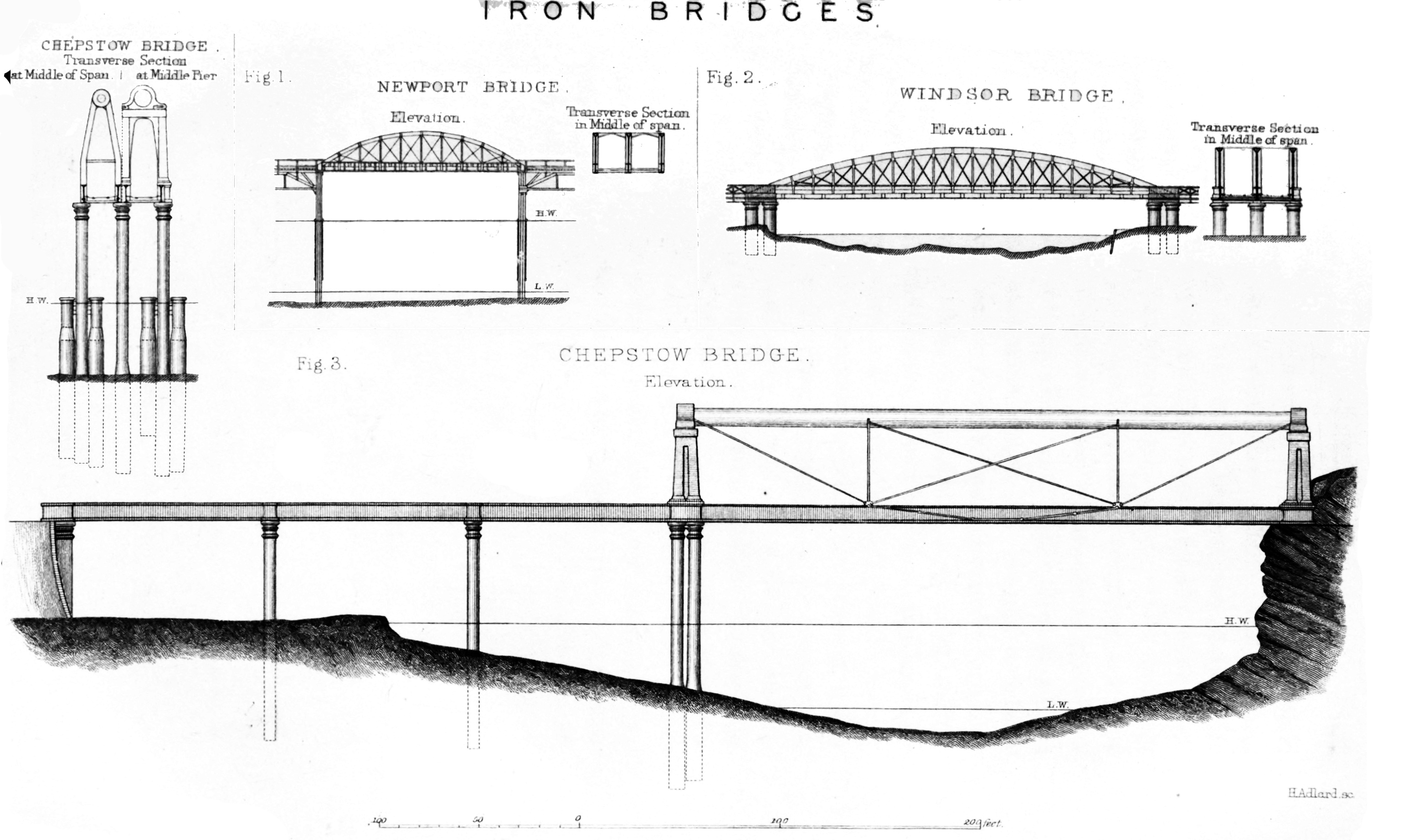
Algunos puentes de hierro de Brunel (el puente de Chepstow figura en la parte de abajo)

Brunel se encargó del cruce de la vía doble del Ferrocarril del Sur de Gales sobre el río Wye. El Almirantazgo había insistido en que debería dejarse un tramo sin pilas sobre el río de al menos 300 pies (91,4 m), con el tablero del puente a un mínimo de 50 pies (15,2 m) por encima de la marea alta. El vano tendría que ser autoportante, ya que aunque en el lado de Gloucestershire del río se localizaba un escarpe de roca caliza, el lado de Monmouthshire estaba ocupado por un terreno sedimentario sujeto a inundaciones periódicas. Por lo tanto, en ese lado, no había posibilidad alguna de construir un estribo capaz de resistir el empuje hacia afuera de un puente en arco o el tirón hacia adentro de un puente colgante convencional. En cualquier caso, ninguna de estas dos tipologías eran viables: un puente en arco no habría cumplido con las restricciones de altura y anchura impuestas por el Almirantazgo, y los puentes colgantes eran notoriamente inadecuados para soportar el paso de los trenes (el peso concentrado hacía que las cadenas se desviaran, lo que permitía que la plataforma del puente subiera y bajara peligrosamente). Un puente en celosía autoportante era la única opción.
Robert Stephenson había cruzado el río Conwy (1848) y el estrecho de Menai (1850) con luces de 400 y 450 pies (121,9 y 137,2 m) respectivamente, utilizando grandes secciones de vigas en cajón de hierro forjado roblonadas. Las vigas cajón del tipo Conwy habrían sido muy costosas de usar en Chepstow, además de ser pesadas (una circunstancia problemáticas, ya que los tramos tuvieron que levantarse mucho más alto que en Conwy). Brunel, característicamente, buscó una solución radical. Ya había construido un puente de arco tesado en el Windsor (1849) que constaba de tres costillas de arco celular de sección transversal triangular "ensartadas" por vigas de cubierta de hierro forjado sostenidas por montantes verticales de los arcos. Este fue el mismo año que se construyó el arco tesado del puente Alto de Stephenson en Newcastle upon Tyne, que pudo influir en el diseño adoptado por Brunel en Chepstow. Sin embargo, la solución de Brunel para este último fue dar un salto hacia adelante, basado, no obstante, en sólidos principios de ingeniería y en una variación del esquema del arco tesado.
Los experimentos de William Fairbairn y el análisis matemático realizado por Eaton Hodgkinson habían demostrado mediante una serie de ensayos que un viga cajón cerrada, hecha de hierro forjado roblonado, combinaba una relativa ligereza con una gran resistencia. La viga tubular de hierro forjado, ya fuese de sección transversal rectangular, triangular o circular, formaba un componente de armadura muy eficiente. Si la sección transversal fuera lo suficientemente grande, podría ser autoportante. Fueron los experimentos de Fairbairn los que llevaron al diseño de los puentes de Menai y de Conwy. Stephenson había propuesto originalmente usar una sección de viga en cajón suspendida de cadenas. Argumentó que la sección en caja sería lo suficientemente rígida como para superar los problemas convencionales de las cubiertas de los puentes colgantes. En la práctica, Fairbairn demostró que una viga cajón construida correctamente sería lo suficientemente fuerte como para prescindir de las cadenas. Sin embargo, la decisión (de no usar cadenas) se tomó tarde en el proyecto, por lo que las torres de soporte del puente Britannia todavía se construyeron con unos huecos para hacer pasar las cadenas. Las vigas en cajón de Stephenson fueron una gran innovación, y el uso de acero u hormigón pretensado en lugar de hierro forjado, han convertido este sistema es el estándar actual para puentes grandes. Pero como ha observado Berridge, "Brunel nunca siguió la moda por la moda... (en Chepstow)... Aquí estaba el verdadero ingeniero en el trabajo, diseñando el puente para adaptarse al emplazamiento y obtener la mejor manera de hacer encajar su posición".
El puente permitió dar continuidad a vía férrea principal entre Gloucester y Swansea. La línea entre Chepstow y Swansea se abrió el 18 de junio de 1850 y el 19 de septiembre de 1851 se completó la línea entre Gloucester y una estación al este del río, conocida como Chepstow East. Hasta que se completó y abrió el puente, coches de caballos transportaban pasajeros de una estación a otra, utilizando el puente de carretera de 1816 (conocido como Old Wye) que cruza el río Wye. El puente ferroviario se abrió al uso público por primera vez el 19 de julio de 1852, y la estación Chepstow East se cerró al mismo tiempo al ser redundante. Originalmente solo había una vía de ferrocarril sobre el puente, y la un segunda vía se puso en funcionamiento el 18 de abril de 1853. La nueva línea de ferrocarril y el puente tuvieron el efecto de reducir el tiempo de viaje entre Londres y Swansea de 15 horas, por ferrocarril, carretera y ferry, a 5 horas por el ferrocarril.

## Diseño

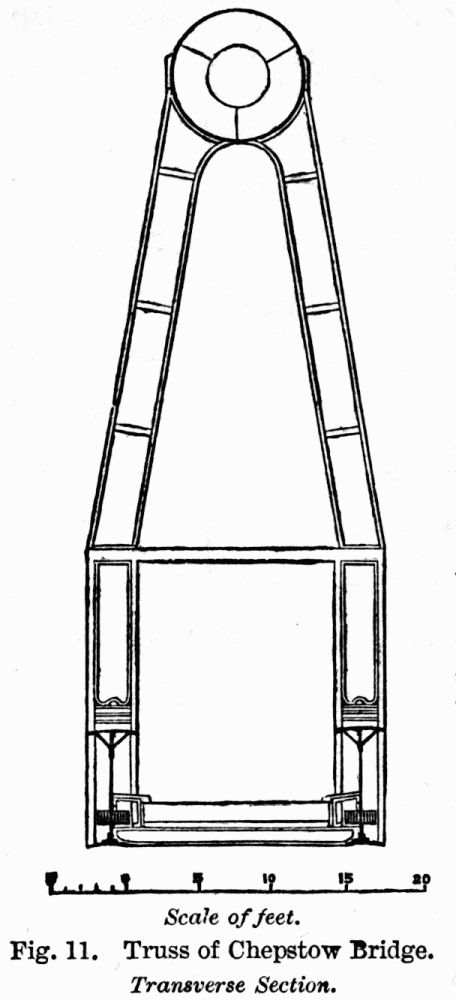
Sección de la armadura que soporta la viga tubular

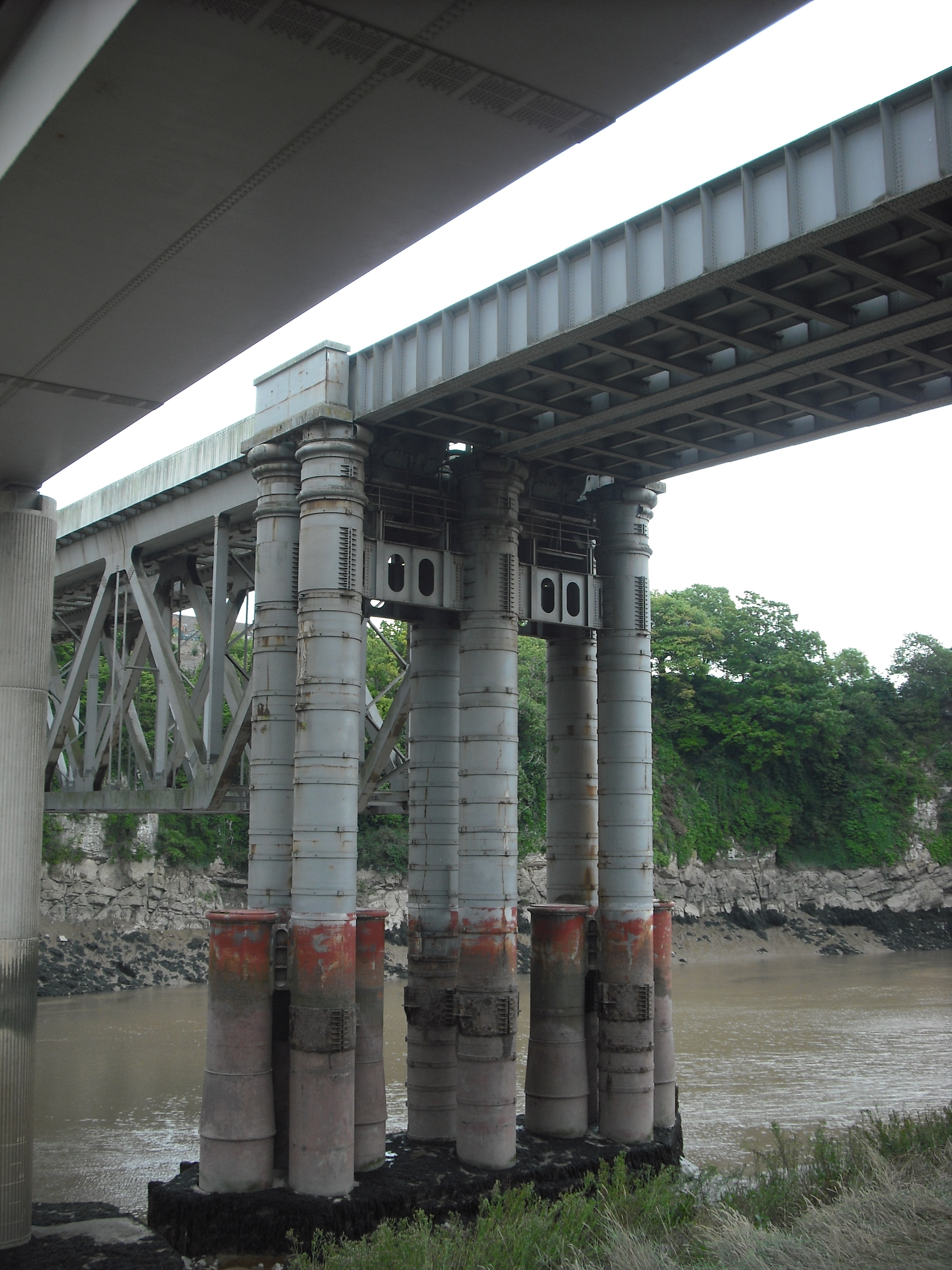
Pilares de hierro fundido de Brunel para el puente original, que aún sostienen el puente ferroviario moderno y su armadura suspendida

Brunel reconoció que una viga tubular de sección transversal circular, un "arco" poco profundo, con un excelente comportamiento a tracción y a compresión, podría sujetarse con cadenas de suspensión para formar una estructura rígida y autoportante mucho más liviana (por lo tanto, menos costosa) que una viga cajón como las construidas por Stephenson. En lugar de colgar las cadenas de las torres y suspender el puente de ellas, Brunel usó las cadenas para tensar y doblar ligeramente los tubos, que se sujetaron contra las cadenas con puntales. El tablero del puente era rígido porque las cadenas lo sujetaban eficazmente contra los tubos. Brunel resolvió el problema a su manera y, durante más de 100 años, el puente de Chepstow y, posteriormente, el puente Royal Albert, fueron los únicos puentes suspendidos con cadenas del sistema ferroviario británico.
Aunque rivales, Brunel y Stephenson se apoyaron profesionalmente. Cuando Stephenson estuvo bajo presión durante la investigación tras el colapso de su puente de vigas de hierro fundido sobre el río Dee, que resultó en varias muertes, Brunel se negó a condenar el uso de vigas de hierro fundido cuando declaró como testigo experto. También estuvo presente para brindar apoyo moral a Stephenson cuando las grandes vigas cuadradas del puente Britannia fueron flotadas a través del río antes de ser levantadas hasta sus posiciones finales. Entonces, cuando se trató del diseño revolucionario en Chepstow, The Times del 24 de febrero de 1852, informó que "El Sr. Stephenson, el eminente ingeniero, examinó el puente (del Great Railway) (en Chepstow) y estuvo de acuerdo con el plan adoptado por el Sr. Brunel...”.
El puente fue un triunfo de la aplicación de un diseño radical a un problema específico utilizando los materiales disponibles. El costo total (77.000 libras esterlinas) fue la mitad de lo que costó el puente de Conwy (145.190 libras esterlinas, 18 chelines y 0 peniques), es cierto que con un tramo principal de solo 300 pies (91,4 m) en comparación con el vano de 400 pies (121,9 m) de Conwy, pero en Conwy no se necesitaron cimientos en aguas profundas, mientras que en Chepstow el costo incluyó otros 300 pies (91,4 m) de vanos adicionales sobre una de las márgenes del río.
Con respecto a la apariencia del puente, The Illustrated London News afirmó que "la peculiaridad del sitio no permitía ninguna exhibición de 'Arte', es decir, de embellecimiento arquitectónico; de hecho, un gusto puro rechaza cualquier intento de decorar una gran obra mecánica con columnas falsas, pilastras y pequeños detalles ornamentales".
El puente fue construido para Brunel por Edward Finch de Liverpool como socio de la firma Finch & Willey. Después de que se completó, Finch permaneció en Chepstow y desarrolló un importante negocio de ingeniería y, más tarde, de construcción naval junto al río. El sitio contiguo, más tarde ocupado por la empresa de ingeniería Mabey Bridge (anteriormente Fairfield Mabey), se dedicaba a la construcción de puentes prefabricados y en 1987 fue responsable de construir el puente de la carretera A48 que ahora discurre junto al puente ferroviario. Mabey en 2015 desocupó este lugar, donde a partir de 2020 se inició la construcción de viviendas.

## Legado

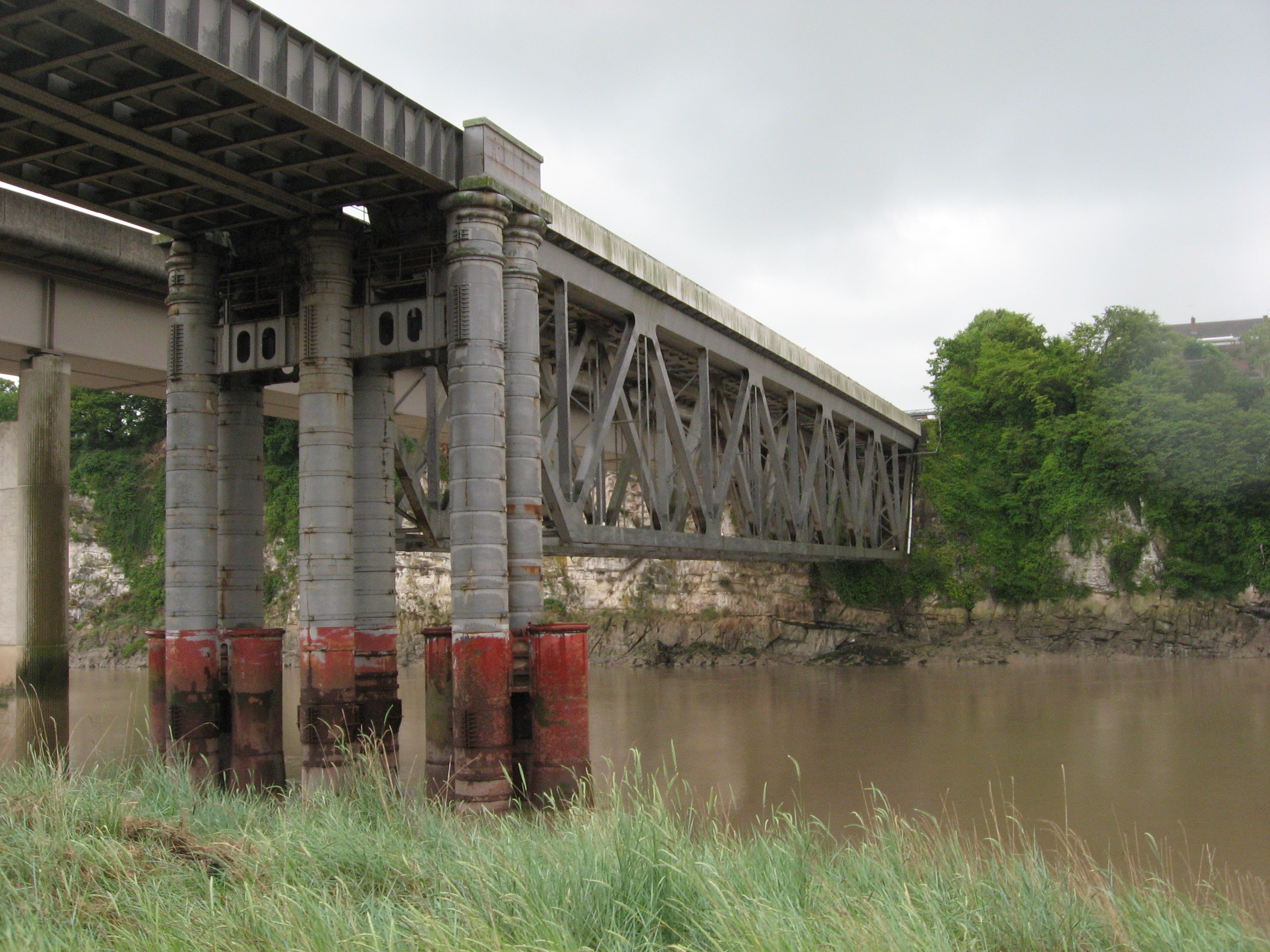
Puente ferroviario de Chepstow remodelado (2020)

Sin embargo, incluso Brunel no era infalible, y su previsión al permitir un ligero movimiento de las cadenas de suspensión contra los soportes en la plataforma del puente para aliviar la tensión, condujo a un debilitamiento de la estructura. En la década de 1950, la velocidad de los trenes que usaban el puente se restringió a 15 millas por hora (24,1 km/h), porque algunas de las vigas se habían deformado. En 1962 se colocó una nueva estructura para soportar el puente por debajo del tramo principal.
De los puentes mencionados aquí, los puentes de Windsor y de Conwy todavía están en pie y en uso, aunque los tramos de Conwy se han acortado utilizando soportes intermedios; el puente Britannia tuvo que ser reemplazado en 1970 después de un incendio. Sin embargo, el puente de Chepstow de Brunel fue un punto de inflexión que condujo a un refinamiento final del diseño en su gran obra maestra, el Puente Royal Albert sobre el río Tamar en Saltash, que continúa llevando la antigua línea principal del Ferrocarril de Cornualles hasta su destino final en Cornualles.